# 塩田朋子
塩田 朋子（しおた ともこ、1961年10月26日 - ）は、日本の女優、声優。福岡県北九州市出身。文学座所属。

## 来歴
大東文化大学卒業。
1984年、文学座附属演劇研究所入所。1989年、文学座座員となる。
平成21年度倉敷演劇鑑賞会賞・特別賞受賞賞。

## 人物
趣味・特技は日舞、バレエ。方言は小倉弁（指導）。
洋画吹き替えではミシェル・ヨーをはじめ、ケイト・ブランシェットやエマ・トンプソン、ダイアン・レイン、フランシス・マクドーマンドを多数担当。マクドーマンドがアカデミー賞を受賞した三作すべて吹き替え、2022年公開の映画ではゴールデングローブ賞とアカデミー主演女優賞を競った『エブリシング・エブリウェア・オール・アット・ワンス』（ミシェル・ヨー）と『TAR/ター』（ブランシェット）の二作で吹き替え主演を務めている。
姉がいる。

## 出演
太字はメインキャラクター。

### テレビドラマ
- 月曜ミステリー劇場 「湯の町コンサルタント2」（2003年） - 野上亜矢子 役
- 相棒（2019年） - 宮川清子 役
- 絶メシロード season2 第3話（2022年9月10日、テレビ東京） - 常連客

### 舞台
- 阿Q外傳
- 美しきものの伝説
- 円生と志ん生
- かもめ
- 缶詰
- くにこ
- 新進演劇人育成公演「父が燃える」（2011年9月、青年座劇場） - 前沢輝子 役
- 峠の雲
- ニュルンベルク裁判
- 陽ざかりの女たち
- 踏台
- 湖のまるい星
- モンテ・クリスト伯
- ゆれる車の音
- シュペリオール・ドーナツ（2012年9月） - 婦人警官 役
- 罪と罰（2019年1月 - 2月）[6]
- ガラスの動物園

### テレビアニメ
- 名探偵コナン（1998年 - 2001年、岡野利香、土佐林アキ）
- 機動戦士ガンダムUC RE:0096（2016年、マーサ・ビスト・カーバイン）
- ルパン三世 グッバイ・パートナー（2019年、大統領[7]）
- ゾイドワイルド ZERO（2020年、ディアス母）
- ドラゴンクエスト ダイの大冒険 (2020)（2021年、ナバラ[8]）
- ユーレイデコ（2022年、インジャンクションジョー）
- ヴィンランド・サガ（2023年、エッマ）
- ひろがるスカイ!プリキュア（2023年 - 2024年、虹ヶ丘ヨヨ）

### 劇場アニメ
- この世界の片隅に（2016年、小林の伯母）
- 機動戦士ガンダムNT（2018年、マーサ・ビスト・カーバイン[9]）
- THE FIRST SLAM DUNK（2022年、安西夫人）
- 好きでも嫌いなあまのじゃく（2024年、山下志麻子[10]）

### OVA
- 機動戦士ガンダムUC（2010年 - 2014年、マーサ・ビスト・カーバイン）

### Webアニメ
- 日本沈没2020（2020年、室田叶恵[11]）
- サイバーパンク エッジランナーズ（2022年、ケイト）

### ゲーム
- スター・ウォーズ ローグ スコードロン II（2002年、フリゲート艦リデンプション艦長）
- インフィニティ ストラッシュ ドラゴンクエスト ダイの大冒険（2023年、ナバラ）

### ドキュメンタリー
- NHKスペシャル「生死を分けた屋上で〜南三陸町・防災庁舎の14年〜」（2025年3月15日、NHK）- 語り[12]

### ドラマCD
- ローゼンクロイツ（2002年、マリー）

### 吹き替え

#### 担当女優
ヴァージニア・マドセン
- アストロノーツ・ファーマー/庭から昇ったロケット雲（オードリー・“オーディ”・ファーマー）
- 名探偵モンク シーズン7 #9（T.K.ジェンセン）
- レインメーカー（ジャッキー・レマンシック）

エマ・トンプソン
- ウィンター・ゲスト（フランシス）
- ウォルト・ディズニーの約束（P.L.トラヴァース）
- から騒ぎ（ベアトリス）
- クルエラ（バロネス）
- 主人公は僕だった（カレン・アイフル）
- ジュニア（ダイアナ・レディン）※日本テレビ版
- 日の名残り（サリー・ケントン）
- マチルダ・ザ・ミュージカル（トランチブル）
- メリダとおそろしの森（エリノア王妃）
- ロング・トレイル!（キャサリン・ブライソン）

キャサリン・キーナー
- カポーティ（ネル・ハーパー・リー）
- 8mm（エイミー・ウェルズ）
- ジョーカー:フォリ・ア・ドゥ（メアリーアン・スチュワート）
- ロック・ミー・ハムレット!（ブリー・マーシュズ）

キャリー＝アン・モス
- F/X ザ・シリーズ（ルシンダ・スコット）
- 刑事ヴィスティング〜殺人鬼の足跡〜（マギー）
- ゾンビーノ（ヘレン・ロビンソン）
- メメント（ナタリー）

グレン・クローズ
- イン&アウト（本人）
- 彼女を見ればわかること（エレイン・キーナー）
- 101（クルエラ・デ・ビル）※テレビ朝日版

ケイト・ブランシェット
- アビエイター（キャサリン・ヘプバーン）
- イカゲーム シーズン3（リクルーター）
- ヴェロニカ・ゲリン（ヴェロニカ・ゲリン）
- オーシャンズ8（ルー・ミラー）
- シッピング・ニュース（ペタル）
- シンデレラ（トレメイン夫人）
- ステージド2 俺たちの舞台、アメリカ上陸!?（本人）
- TAR/ター（リディア・ター）
- ドント・ルック・アップ（ブリー・エヴァンティー）
- ナイトメア・アリー（リリス・リッター博士）
- ニュースの真相（メアリー・メイプス）
- バベル（スーザン・ジョーンズ）
- ブルージャスミン（ジャネット・“ジャスミン”・フランシス）
- ベンジャミン・バトン 数奇な人生（デイジー）
- ホビット三部作（ガラドリエル）
  - ホビット 思いがけない冒険
  - ホビット 竜に奪われた王国
  - ホビット 決戦のゆくえ

- リプリー（メレディス・ローグ）※テレビ朝日版
- ロード・オブ・ザ・リング三部作（ガラドリエル）
  - ロード・オブ・ザ・リング
  - ロード・オブ・ザ・リング/二つの塔
  - ロード・オブ・ザ・リング/王の帰還

ジーナ・ガーション
- ドリヴン（キャシー）※日本テレビ版
- バウンド（コーキー）※テレビ東京版
- フェイス/オフ（サーシャ・ハスラー）※ソフト版・フジテレビ版

ジーナ・デイヴィス
- カットスロート・アイランド（モーガン）※ソフト版
- ヒーロー/靴をなくした天使（ゲイル・ゲイリー）※日本テレビ版
- プリティ・リーグ（ドティ・ヒンソン）※日本テレビ版

シガニー・ウィーバー
- 怪物はささやく（クレイトン婦人）
- シャドー・チェイサー（ジーン・キャラック）
- レッド・ライト（マーガレット・マシスン）

ジャネット・マクティア
- 歌追い人（リリー・ペンレリック）
- KAOS/カオス（ヘラ〉
- 世界一キライなあなたに（カミーラ・トレイナー）
- バトル・クリーク 格差警察署（キム・グゼヴィッチ）

シャロン・ストーン
- 悪魔のような女（ニコール・ホーナー）
- クイック&デッド（エレン）※ソフト版
- マイ・フレンド・メモリー（グウェン・ディロン）

ジョーン・キューザック
- アイス・プリンセス（ジョアン・カーライル）
- クロース（ミセス・クラム）
- ラスト・ショット（ファニー・ナッシュ）
- 隣人は静かに笑う（シェリル・ラング）※ソフト版

スーザン・サランドン
- キャッツ & ドッグス（アイヴィー）
- 殺人の啓示 〜死を誘う男〜（ヘイゼル）
- テルマ&ルイーズ（ルイーズ）

ダイアン・レイン
- 美しき獲物（キャシー・シェパード）
- 最後の初恋（エイドリアン・ウィリス）
- DCエクステンディッド・ユニバース（マーサ・ケント）
  - マン・オブ・スティール
  - バットマン vs スーパーマン ジャスティスの誕生
  - ジャスティス・リーグ
  - ジャスティス・リーグ:ザック・スナイダーカット

- ハウス・オブ・カード 野望の階段（アネット・シェパード）
- ブラックサイト（ジェニファー・マーシュ捜査官）
- ホワイトハウスの陰謀（ニーナ・チャンス）※テレビ朝日版
- 理想の恋人.com（サラ・ノーラン）

フランシス・マクドーマンド
- ウーマン・トーキング 私たちの選択（スカーフェイス・ヤンツ）
- ウルフズ（パム）
- 真実の行方（モリー・アーリントン）
- スタンドアップ（グローリー）
- スリー・ビルボード（ミルドレッド）
- ノマドランド（ファーン）
- バーバー（ドリス・クレイン）
- バーン・アフター・リーディング（リンダ・リツキ）
- ファーゴ（マージ・ガンダーソン）※ソフト版
- ムーンライズ・キングダム（ローラ・ビショップ）

マリア・ベロ
- TOUCH/タッチ（ルーシー・ロビンズ）
- ペイバック（ロージー）※テレビ朝日版
- ワールド・トレード・センター（ドナ・マクローリン）

ミシェル・ヨー
- アメリカン・ボーン・チャイニーズ 僕らの西遊記（菩薩）
- ウィキッド ふたりの魔女（マダム・モリブル）
- エブリシング・エブリウェア・オール・アット・ワンス（エブリ・ワン・クワン）
- カンフー・パンダ2（予言おばば）
- グリーン・デスティニー（ユー・シューリン）※ソフト版
  - Crouching Tiger Hidden Dragon: ソード・オブ・デスティニー（ユー・シューリン）

- クレイジー・リッチ!（エレノア・ヤン）
- サンシャイン 2057（コラゾン）
- シャン・チー/テン・リングスの伝説（イン・ナン）
- スタートレック:ディスカバリー（フィリッパ・ジョージャウ船長/フィリッパ・ジョージャウ皇帝）
- ストライクバック4:ラストミッション（メイ）
- ハムナプトラ3 呪われた皇帝の秘宝（ツイ・ユアン）※劇場公開版
- ブラザーズ・サン（ママ・サン）
- モーガン プロトタイプL-9（チェン博士）

メリル・ストリープ
- 大いなる陰謀（ジャニーン・ロス）
- 激流（ゲイル・ハートマン）※テレビ朝日版
- ほら、ここにいるよ:このちきゅうでくらすためのメモ（ナレーター）
- ミュージック・オブ・ハート（ロベルタ・ガスパーリ）

ヤンシー・バトラー
- ドロップ・ゾーン（ジェシー・クロスマン）※ソフト版
- U.M.A レイク・プラシッド3（リバ）
- U.M.A レイク・プラシッド ファイナル（リバ）
- アナコンダ vs. 殺人クロコダイル（リバ）

リンダ・ハミルトン
- CHUCK/チャック（メアリー・バトウスキー）
- デッドライン（ジェーン・マーティン）
- バトル・オブ・バミューダトライアングル（リンダ・ハンセン）

レネ・ルッソ
- ザ・シークレット・サービス（リリー・レインズ）※テレビ朝日版
- ショウタイム（チェイス・レンジー）※テレビ朝日版
- ティン・カップ（モリー・グリスウォルド）※ソフト版
- トーマス・クラウン・アフェアー（キャサリン・バニング）※ソフト版
- ビッグ・トラブル（アンナ・ハーク）
- ロッキー&ブルウィンクル（ナターシャ）

ローラ・ダーン
- 殺人容疑（ヴィッキー）
- スター・ウォーズ/最後のジェダイ（ホルド中将）
- ツイン・ピークス The Return（ダイアン・エヴァンス）
- ビッグ・リトル・ライズ（レナータ・クライン）
- ロンリー・プラネット（キャサリン）

#### 映画
- アート・オブ・ウォー（エレノア・ホックス〈アン・アーチャー〉）※テレビ東京版
- アイ・アム・サム（リタ・ハリソン・ウィリアムズ〈ミシェル・ファイファー〉）※ソフト版
- アイアン・スカイ（アメリカ合衆国大統領[29]）
- 愛に迷った時（グレース〈ジュリア・ロバーツ〉）
- 愛の神、エロス（ホア〈コン・リー〉）
- アフリカン・ダンク（シスター・スーザン〈ヨランダ・ヴァスケス〉）
- アルビン2 シマリス3兄弟 vs. 3姉妹（ルービン校長）
- アルマゲドン（ジェニファー・ワッツ〈ジェシカ・スティーン〉）※フジテレビ版
- アルマゲドン2012 マーキュリー・クライシス（ヴィクトリア〈ダイアン・ファール〉）
- アレキサンダー（オリンピアス〈アンジェリーナ・ジョリー〉）
- アンカーウーマン（マーシャ・マクグラス〈ストッカード・チャニング〉）
- アンドリューNDR114（レイチェル・マーティン〈ウェンディ・クルーソン〉）※日本テレビ版
- 1492 コロンブス（ベアトリクス〈アンヘラ・モリーナ〉）※ソフト版
- イルマーレ（アンナ・クリゼンスキー〈ショーレ・アグダシュルー〉）
- インソムニア（レイチェル・クレメント〈モーラ・ティアニー〉）※テレビ朝日版
- インディ・ジョーンズ/最後の聖戦（エルザ・シュナイダー〈アリソン・ドゥーディ〉）※日本テレビ版
- インハビテッド（メグ・ラッセル）
- インビクタス/負けざる者たち（ブレンダ・マジブコ）
- ウーマン ラブ ウーマン（カル〈エレン・デジェネレス〉）
- ウィズ（グリンダ〈レナ・ホーン〉）
- ウェイクアップ!ネッド（マギー〈スーザン・リンチ〉）
- ウエスト・サイド・ストーリー（バレンティーナ〈リタ・モレノ〉[30]）
- ウォリアークイーン（ボウディッカ〈アレックス・キングストン〉）
- AIR/エア（デロリス・ジョーダン〈ヴィオラ・デイヴィス〉）
- エアフォース・ワン（グレース・マーシャル〈ウェンディ・クルーソン〉）※ソフト版
- エアポート'98（ヴァネッサ・クロス）
- エイジ・オブ・イノセンス/汚れなき情事（ジェニー・アーチャー）
- エヴァンジェリスタ（リーズ医師）
- エクスプロラーズ（ニーク）
- es［エス］（ユッタ・グリム博士〈アンドレア・サバスキ〉）※テレビ東京版
- エンド・オブ・デイズ（マージ〈CCH・パウンダー〉）※ソフト版・テレビ朝日版
- オール・アバウト・マイ・マザー（マヌエラ〈セシリア・ロス〉）
- 黄金作戦 追いつ追われつ（アラベラ・フラッグ〈スザンヌ・プレシェット〉）
- ガール6（ジュディ / ガール6〈テレサ・ランドル〉）
- 鏡の中の他人（シシー）
- カサブランカ（イルザ〈イングリッド・バーグマン〉）※テレビ東京版
- カジノ・ヒート（レベッカ・マーサ〈ティア・カレル〉）
- 奇蹟の輝き（アニー・コリンズ＝ニールセン〈アナベラ・シオラ〉）
- 奇跡のひと マリーとマルグリット（学院長〈ブリジット・カティヨン〉）
- KIMI/サイバー・トラップ（ナタリー〈リタ・ウィルソン〉[31]）
- キャスパー（キャリガン〈キャシー・モリアーティ〉）※DVD版
- キング・オブ・ハーレー（ルネ・ジェイソン〈リンダ・フィオレンティーノ〉）※VHS版
- 蜘蛛女（モナ・デマルコフ〈レナ・オリン〉）※テレビ朝日版
- クライング フリーマン（フォージ刑事〈レイ・ドーン・チョン〉）
- クリフハンガー（クリステル〈キャロライン・グッドール〉）※ソフト版
- クリムゾン・リバー（フェニー・フェレイラ〈ナディア・ファレス〉）※フジテレビ版
- ゴールデン・チャイルド（カーラ）※BD版
- 恋する遺伝子（ダイアン・ロバーツ〈エレン・バーキン〉）※ソフト版
- 恋はデジャ・ブ（ナンシー・テイラー）
- 50歳の恋愛白書（ピッパ・リー〈ロビン・ライト〉）
- GODZILLA ゴジラ（ローラ[32]）
- 五線譜のラブレター（サラ・マーフィー）
- ザ・イースト（シャロン〈パトリシア・クラークソン〉）
- ザ・コア（スティックリー〈アルフレ・ウッダード〉）※テレビ朝日版
- 殺人課（シャバ）
- 殺人核弾頭キングコブラ（ロンダ〈フランキー・ソーン〉）
- シークレット・ルーム（エレン・ヴァイス）
- シアトル猟奇殺人捜査（ドロシー・スミス〈ジェニファー・ルービン〉）
- ジェミニマン（ジャネット・ラシター〈リンダ・エモンド〉[33]）
- ジャッカル（コスロヴァ少佐〈ダイアン・ヴェノーラ〉）※ソフト版
- ジャック（ドロレス・デュランティ〈フラン・ドレシャー〉）※ソフト版
- ジュマンジ（サラ・ウィットル〈ボニー・ハント〉）※旧DVD・VHS版
- 白い嵐（アリス・シェルドン〈キャロライン・グッドール〉）
- 紳士は金髪がお好き（ドロシー・ショー〈ジェーン・ラッセル〉）※フジテレビ版（追加収録部分）
- シンデレラ（ヴィヴィアン〈イディナ・メンゼル〉[34]）
- シンプル・ウィッシュ（クローディア〈キャスリーン・ターナー〉）
- スティング（ビリー〈アイリーン・ブレナン〉）※ソフト版
- ストレンジ・デイズ（メイス〈アンジェラ・バセット〉）
- スナイパー（リバティ・ウォーラス〈リンダ・フィオレンティーノ〉）
- スパイ・ゲーム（グラディス・ジェニップ〈マリアンヌ・ジャン＝バプティスト〉）※ソフト版
- スピーシーズ2（ローラ・ベイカー〈マーグ・ヘルゲンバーガー〉）※フジテレビ版
- スリー・オブ・ハーツ（コニー〈ケリー・リンチ〉）
- セルラー（ジェシカ・マーティン〈キム・ベイシンガー〉）※ソフト版
- 戦火の勇気（メレディス・サーリング〈レジーナ・テイラー〉）※ソフト版
- 戦争と平和（エレン・カラーギン〈アニタ・エクバーグ〉）※ソフト版
- ターナー&フーチ/すてきな相棒（エミリー・カーソン〈メア・ウィニンガム〉）※TBS版
- ターミナル・ベロシティ（ジョリーン〈マーガレット・コリン〉）※テレビ朝日版
- 大統領の条件（エリザベス・ヘミング）
- タイムロック（ジェス・ティーグス〈マリアム・ダボ〉）
- TAXi②（ユリ）※フジテレビ版
- ダニエル・スティール/愛のカレイドスコープ・訣別の微笑（ヒラリー〈ジャクリーン・スミス〉）※テレビ東京版
- ダブル・インパクト（カーラ）※テレビ朝日版
- 007 ゴールデンアイ（ナターリャ・シミョノヴァ〈イザベラ・スコルプコ〉）※ソフト版
- ため息つかせて（ロビン・ストークス〈レラ・ローション〉）
- チーター・ガールズ（ドロシア・ガリバルディ）
- チーター・ガールズ2（ドロシア・ガリバルディ）
- チェーン・リアクション（リリー・シンクレア〈レイチェル・ワイズ〉）※ソフト版
- チャーリー・ウィルソンズ・ウォー（ジョアン・ヘリング〈ジュリア・ロバーツ〉）
- 沈黙の断崖（サラ・ケロッグ〈マーグ・ヘルゲンバーガー〉）※テレビ朝日版
- ツイスター（メリッサ・リーブス〈ジェイミー・ガーツ〉）※日本テレビ版
- 追跡者（キャサリン・ウォルシュ連邦保安官〈ケイト・ネリガン〉）※テレビ朝日版
- ディアボロス/悪魔の扉（クリスタベラ〈コニー・ニールセン〉）※ソフト版
- テッセラクト（ローザ〈サスキア・リーヴス〉）
- デッド・リミット（エリカ・ロング〈ダリル・ハンナ〉）
- テロリスト・ゲーム2/危険な標的（サブリナ・カーヴァー〈アレクサンドラ・ポール〉）※旧DVD・VHS版
- ドア・イン・ザ・フロア（マリオン・コール〈キム・ベイシンガー〉）
- トゥームストーン（ビッグ・ノーズ・ケイト〈ジョアンナ・パクラ〉）
- 逃亡者（ヘレン・キンブル〈セーラ・ウォード〉）※ソフト版
- トゥルー・グリット（マティ・ロス〈成人〉〈エリザベス・マーヴェル〉）
- 隣のヒットマン（シンシア・チュデスキ〈ナターシャ・ヘンストリッジ〉[35]）
- 隣のヒットマンズ 全弾発射（シンシア・オゼランスキー〈ナターシャ・ヘンストリッジ〉）
- トム・ヤム・クン!（マダム・ローズ）
- トランスフォーマー/ビースト覚醒（グリーン〈レニ・パーカー〉[36]）
- ドロップ・ゾーン（カーラ）※テレビ朝日版
- トワイライトゾーン最終章/ロッド・サーリング・スペシャル（スーザン）
- ナインスゲート（リアナ・テルファー〈レナ・オリン〉）※テレビ朝日版
- 9デイズ（スワンソン〈ブルック・スミス〉）※ソフト版
- 2046（ルル / ミミ〈カリーナ・ラウ〉）
- ニードフル・シングス（ウィルマ・ジャージック）
- ニッキーとジーノ（ジェニファー〈ジェイミー・リー・カーティス〉）※テレビ版
- ニック・オブ・タイム（ミズ・ジョーンズ〈ローマ・マフィア〉）※日本テレビ版
- ニュー・シネマ・パラダイス（中年期のマリア〈アントネラ・アッティーリ〉）※ソフト版
- ネクスト・ドリーム/ふたりで叶える夢（グレース・デイヴィス〈トレイシー・エリス・ロス〉）
- NOセックス、NOライフ!（ノラ〈エレン・バーキン〉）
- ノッティングヒルの恋人（ベラ〈ジーナ・マッキー〉）※日本テレビ版
- ハードキャンディ（ジュディ・トクダ〈サンドラ・オー〉）
- パーフェクト ストーム（リンダ・グリーンロー〈メアリー・エリザベス・マストラントニオ〉）
- パーフェクト・マン ウソからはじまる運命の恋（ジーン・ハミルトン〈ヘザー・ロックリア〉）
- 陪審員（アニー・レアード〈デミ・ムーア〉）※ソフト版
- ハイドロスフィア（コーラ・フェル）
- バッファロー・ガールズ（カラミティ・ジェーン〈アンジェリカ・ヒューストン〉）※ソフト版
- 張り込みプラス（ジーナ・ギャレット〈ロージー・オドネル〉）※ソフト版
- パンズ・ラビリンス（メルセデス〈マリベル・ベルドゥ〉）
- ハンニバル（クラリス・スターリング〈ジュリアン・ムーア〉）※テレビ朝日版
- ヒート（ジャスティン・ハナ〈ダイアン・ヴェノーラ〉）※テレビ朝日版
- HERO（飛雪〈マギー・チャン〉）
- ピザ男の異常な愛情（ケイト・ローソン〈イリーナ・ダグラス〉）
- 瞳が忘れない/ブリンク（エマ・ブロディ〈マデリーン・ストウ〉）
- ひとりっ娘2（ダイアン・バローズ〈カースティ・アレイ〉）
- ビバリーヒルズ・コップ2（カーラ・フライ〈ブリジット・ニールセン〉）※テレビ朝日版
- ファイティング・ファミリー（ジュリア〈レナ・ヘディ〉）
- ブエノスアイレスの夜（カルメン・ウランガ〈セシリア・ロス〉）
- フォーリング・ダウン（エリザベス〈バーバラ・ハーシー〉）※テレビ朝日版
- ブッチャー・ボーイ（ニュージェント夫人〈フィオナ・ショウ〉）
- フライング・キッズ（カティアナ）
- ブラッド・ワーク（グラシエラ・リバース〈ワンダ・デ・ジーザス〉）※テレビ東京版
- フリー・ウィリー3（ドルー・ハルバート）
- フリントストーン2/ビバ・ロック・ベガス（ウィルマ・スラッグフープル〈クリステン・ジョンストン〉）
- プレデター（アンナ〈エルピディア・カリロ〉）※テレビ朝日版
- ヘアスプレー（ベルマ・フォン・タッスル〈ミシェル・ファイファー〉）
- ペット・セメタリー（レイチェル・クリード〈デニーズ・クロスビー〉）※フジテレビ版
- ベティ・サイズモア（ライラ・ブランチ〈アリソン・ジャネイ〉）
- ヘンリー・アンド・ザ・ファミリー（パトリシア〈トニ・コレット〉）
- ボーン・スプレマシー（パメラ・ランディ〈ジョアン・アレン〉）※日本テレビ版
- ポイント・ブランク（デビー・ニューベリー〈ミニー・ドライヴァー〉）
- ポエトリー、セックス（ダイアナ〈ケリー・マクギリス〉）
- ぼくの神さま（マンカ）
- ボディガード（レイチェル・マロン〈ホイットニー・ヒューストン〉[37]）※ソフト版・テレビ朝日版
- ボディ・ターゲット（クライディ〈ロザンナ・アークエット〉）※ソフト版
- ボビー・フィッシャーを探して（ボニー・ウェイツキン〈ジョアン・アレン〉）
- ホワイトハウス・ダウン（ミュリエル〈バーバラ・ウィリアムズ〉[38]）
- マーシャル・ロー（エリース・クラフト〈アネット・ベニング〉）
- マイ・フレンド・フォーエバー（リンダ〈アナベラ・シオラ〉）※フジテレビ版
- マイ・ボディガード（マリアナ・ガルシア・ゲレロ〈レイチェル・ティコティン〉）※機内上映版
- マザー・テレサ（マザー・ドゥ・スナークル〈ラウラ・モランテ〉）
- マッド・ハウス/珍入者撃退作戦（ジェシー・バニスター〈カースティ・アレイ〉）
- マディソン郡の橋（キャロライン・ジョンソン）※ソフト版
- マトリックス リローデッド（パーセフォニー〈モニカ・ベルッチ〉）※フジテレビ版
- ミッション・トゥ・マーズ（テリー・フィッシャー〈コニー・ニールセン〉）
- みんな誰かの愛しい人（シルヴィア・ミレール〈アニエス・ジャウィ〉）
- みんな私に恋をする（セレステ〈アンジェリカ・ヒューストン〉）
- ムースポート（サリー・マニス〈モーラ・ティアニー〉）
- ムッソリーニとお茶を（エルサ〈シェール〉）
- メン・イン・ブラック2（サーリーナ〈ララ・フリン・ボイル〉）※劇場公開版
- 目撃（グロリア〈ジュディ・デイヴィス〉）※テレビ朝日版
- モンスター（ドナ）
- やさしい嘘（マリーナ）
- 欲望という名の電車（ユーニス）
- ライオン・キング:ムファサ（エシェ[39]）
- ライディング・ザ・ブレット（ジーン・パーカー〈バーバラ・ハーシー〉）
- ライフ・イズ・コメディ! ピーター・セラーズの愛し方（アン・セラーズ〈エミリー・ワトソン〉）
- ライブラリアン/伝説の秘宝（シャーリーン〈ジェーン・カーティン〉）
- ライブラリアン/キング・ソロモンの呪文（シャーリーン〈ジェーン・カーティン〉）
- ラウンダーズ（ペトラ〈ファムケ・ヤンセン〉）
- ラストサマー2（ナンシー〈ジェニファー・エスポジート〉）※ソフト版
- ラストデイズ（レコード会社の重役）
- ラッキー・ブレイク（アナベル・スウィープ〈オリヴィア・ウィリアムズ〉）
- ラブソングができるまで（ローンダ〈クリステン・ジョンストン〉）
- リード・マイ・リップス（カルラ〈エマニュエル・ドゥヴォス〉）
- リコシェ（プリシラ・ブリムリー地方検事〈リンゼイ・ワグナー〉）※日本テレビ版
- リストランテの夜（ガブリエラ〈イザベラ・ロッセリーニ〉）
- リタ・モレノ:私は進み続ける（リタ・モレノ）
- リトル・ビッグ・フィールド（ジェニー・ヘイウッド）
- リトル・ブッダ（リサ・コンラッド〈ブリジット・フォンダ〉）
- リトル・マーメイド（女王〈ノーマ・ドゥメズウェニ〉[40]）
- 理由（ローリー・アームストロング〈ケイト・キャプショー〉）※ソフト版
- リリィ、はちみつ色の秘密（オーガスト〈クィーン・ラティファ〉）
- レーシング・ストライプス（クララ）※日本テレビ版
- レット・イット・シャイン（ライラ）
- レッド・サイレン（エバ〈フランシス・バーバー〉）
- レッド・サン（ペピータ〈キャプシーヌ〉）※テレビ東京版
- レッド・バイオリン（ヴィクトリア・バード〈グレタ・スカッキ〉）
- 恋愛小説家（キャロル・コネリー〈ヘレン・ハント〉）※DVD・VHS版
- ロスト・ワールド/ジュラシック・パーク
- ロッキー4/炎の友情（エイドリアン〈タリア・シャイア〉）※テレビ朝日版
- ロビン・フッド（マリアン・デュボア〈メアリー・エリザベス・マストラントニオ〉）※テレビ東京版
- ロボコップ3（バーサー〈CCH・パウンダー〉）※テレビ朝日版
- ワイルド・アット・ハート（マリエッタ〈ダイアン・ラッド〉）
- ワイルドカントリー（ケイト・タナー〈ヴェラ・マイルズ〉）
- わんわん物語（ペグ〈ジャネール・モネイ〉）

#### ドラマ
- アガサ・クリスティー ミス・マープル
  - 予告殺人（リジー・ヒンチクリフ）
  - 鏡は横にひび割れて（マリーナ・グレッグ〈リンジー・ダンカン〉）
- アガサ・クリスティー 無実はさいなむ（レイチェル・アーガイル〈アナ・チャンセラー〉[41]）
- アグリー・ベティ4（フランケル先生）
- アリー my Love
- アレックス・ライダー（ジョーンズ〈ヴィッキー・マクルア〉[42]）
- ER緊急救命室
  - シーズン1 #2（アネット〈トレイシー・エリス〉）、#12（シャーリー〈ダイナ・レニー〉）
  - シーズン2 #9（グエン〈バーバラ・タイソン〉）
  - シーズン6 #6（レニー・スピルマン〈ゲイル・ストリックランド〉）
  - シーズン7 #10（マルコム〈ミミ・リーバー〉）
  - シーズン8 #14（ダーリン）
  - シーズン11 #9（キャロル・サンダース〈フランチェスカ・ファリダニー〉）
  - シーズン13（コートニー・ブラウン〈ミシェル・ハード〉）
- インコーポレイテッド（エリザベス・クラウス〈ジュリア・オーモンド〉）
- インディ・ジョーンズ/若き日の大冒険（アンナ）
- インポスターズ 美しき詐欺師たち（レニー・コーエン〈ユマ・サーマン〉）
- WITHOUT A TRACE/FBI 失踪者を追え!2 #12（ナンシー）
- ウエストワールド（テレサ・カレン〈シセ・バベット・クヌッセン〉）
- ウェンズデー
- ウォッチメン（ローリー・ブレイク / シルク・スペクター〈ジーン・スマート〉）
- NCIS: ニューオーリンズ（アビゲイル・ボーリン〈ダイアン・ニール〉）
- FBI: 特別捜査班（デイナ・モージャー〈セーラ・ウォード〉）
- エメラルドシティ（東の魔女〈フローレンス・カサンバ〉）
- 巌窟王〜モンテ・クリスト伯（カミーユ・ドゥ・ラ・リシャルデ夫人）
- 君はどの星から来たの（アン・ジニ〈イ・ボヒ〉）
- クイーン・オブ・ザ・サウス_〜女王への階段〜（ドン・カミラ・バルガス〈ベロニカ・ファルコン〉）
- グッド・ワイフ シーズン1 #21（キャロライン・ワイルダー〈ペイジ・ターコー〉）
- クリミナル・マインド FBI行動分析課
  - シーズン3 #13（ジル）
  - シーズン4 #13（母親）
  - シーズン6 #23（アンディ・スワン）
  - シーズン11-（タラ・ルイス〈アイシャ・タイラー〉）
- 刑事マルティン・ベック（オーサ・トーレル）
- ケイティ・キーン（グロリア・グランビルト〈キャサリン・ラ・ナサ〉[43]）
- コールドケース7 ザ・ファイナル（ダイアン・イェーツ〈スザンナ・トンプソン〉）
- ザ・キャプチャー 歪められた真実（ジェマ・ガーランド〈リア・ウィリアムズ〉[44]）
- サブマリン・アタック（ミラージュ〈ブリジット・バーコ〉）
- シャーロック・ホームズの冒険 サセックスの吸血鬼（カルロッタ・ファーガソン〈ヨランダ・ヴァスケス〉）
- 主任警部モース カインの娘たち（ジュリア・スティーヴンス）
- 新・刑事コロンボ
  - 殺意のキャンパス（バネッサ〈シーラ・ダニーズ〉）
  - 影なき殺人者（トリッシュ・フェアバンクス〈シーラ・ダニーズ〉）
- SUPERGIRL/スーパーガール (リリアン・ルーサー〈ブレンダ・ストロング〉)
- スーパーナチュラル（エレン・ハーベル〈サマンサ・フェリス〉）
- DALLAS/スキャンダラス・シティ（アン・ユーイング〈ブレンダ・ストロング〉）
- SCORPION/スコーピオン シーズン1 #11（シモーヌ・テイラー捜査官〈カロリーナ・ヴィドラ〉）
- スハウエンダム 〜12の疑惑〜（カーライン・ファン・アンデル〈カリーヌ・クルツェン〉[45]）
- S.W.A.T.（パイパー・リンチ）
- 第一容疑者5 死のゲーム（クリスティン・クロムウェル刑事）
- チェルノブイリ -CHERNOBYL-（ウラナ・ホミュック〈エミリー・ワトソン〉）
- チャタレイ夫人の恋人（ヒルダ）
- デスパレートな妻たち（マギー、バーバラ）
- デッド・ゾーン
- 24 -TWENTY FOUR- シーズン4（エリン・ドリスコル〈アルバータ・ワトソン〉）
- ナース・ジャッキー（ジャッキー・ペイトン〈イーディ・ファルコ〉）
- バッド・ガールズ（コーディ・ザモラ〈マデリーン・ストウ〉）※ソフト版
- HAWAII FIVE-0 #11（ナンシー・ハリス〈シーラ・ケリー〉）
- HERE AND NOW 〜家族のカタチ〜（オードリー・ベイヤー〈ホリー・ハンター〉）
- ふたりは最高!ダーマ&グレッグ シーズン4 #23（トリッシュ〈カースティ・アレイ〉）
- THE BLACKLIST/ブラックリスト シーズン5 #4（ニーラ・アマッド〈プールナ・ジャガナサン〉）
- ブリジャートン家（レディ・ダンベリー〈アッジョア・アンドー〉）
- フリッパー（パム・ブロンデル〈コリーン・フリン〉）
- ホット・ゾーン（ナンシー・ジャックス〈ジュリアナ・マルグリーズ〉[46]）
- ホワイトカラー（ヘレン・アンダーソン〈ジェイン・アトキンソン〉）
- MACGYVER/マクガイバー シーズン3 #9（ファラマ博士）
- 惑い(ガブリエラ<モニカ・グェリトーレ>)
- ミセス・アメリカ 〜時代に挑んだ女たち〜（ベティ・フリーダン〈トレイシー・ウルマン〉[47]）
- ミッシング（ベッカ・ウィンストン〈アシュレイ・ジャッド〉）
- ミディアム7 最終章（ヴェロニカ・テイト）
- 名探偵モンク シーズン1 #7
- リゾーリ&アイルズ ヒロインたちの捜査線（メル〈ブレンダ・ストロング〉）
- リベンジ（ミシェル・バンクス〈エイミー・ランデッカー〉）
- ロイヤル・スキャンダル 〜エリザベス女王の苦悩〜（40代のエリザベス女王〈サマンサ・ボンド〉）
- LOST（ダニエル・ルソー）

#### アニメ
- ケンタウロスワールド（ジャケット裁判長）
- スタートレック:ローワー・デッキ（セクション31（2381年）の人員）
- スティーブン・ユニバース（ジャスパー）
- ブラザー・ベア2（シキニクおばさん）
- ホワット・イフ...?（イン・ナン）
- マイ・エレメント（シンダー[48]）
- マイリトルポニー: エクエストリア・ガールズ - フレンドシップ・ゲーム（アバカス・シンチ校長）
- みんなヒーロー! 〜ヒグリータウンのなかまたち〜（フラン）
- ラプンツェル ザ・シリーズ（アディラ）
- リロ・アンド・スティッチ

### ラジオドラマ
- サラマンダー殲滅（1991年） NHK-FM放送 サウンド夢工房（青春アドベンチャー） - 神鷹靜香

### CM
- 大正製薬 CM ナロンエースT「ポッケの中に」篇（母親）

### ボイスオーバー
- 地球ドラマチック「クレオパトラの墓を見つけ出せ!」

### その他
- 東京ディズニーランド「ザ・ヴィランズ・ハロウィーン“Into the Frenzy”」（クルエラ・ド・ヴィル）